# Exetastes postornatus
Exetastes postornatus là một loài tò vò trong họ Ichneumonidae.